# Goryphus issikii
Goryphus issikii là một loài tò vò trong họ Ichneumonidae.